# ガザの戦い (紀元前312年)
ガザの戦い（英：Battle of Gaza）は、紀元前312年にシリアのガザにて起こったディアドコイ戦争の会戦である。エジプト太守プトレマイオスがデメトリオスを破った。

## 会戦に到るまで
アレクサンドロス大王の死後に起きた大王配下の武将達による争い（ディアドコイ戦争）を勝ち抜いてきたアンティゴノスは著しい勢力の拡大を遂げることとなり、これに脅威を覚えた他の武将達との対立を深めた。紀元前315年、それまでアンティゴノスと同盟していたバビロニア太守セレウコスがアンティゴノスと決別し、身の危険を感じたセレウコスはバビロニアを逃れてエジプト太守プトレマイオスのもとに身を寄せた。セレウコスはアンティゴノスによるアレクサンドロス帝国統一の野望をプトレマイオスに教え、そしてまたトラキア太守リュシマコスとマケドニア本国の帝国摂政カッサンドロスにもアンティゴノスの脅威を説いて、対アンティゴノス大同盟を結び、アンティゴノスに対して複数の方面から攻撃を仕掛けた。
その一環としてプトレマイオスは部下を小アジアとキュプロス島に送り、自らは紀元前312年にセレウコスを伴い、歩兵18000と騎兵4000を率いてシリアに向け侵攻した（侵攻の大義名分はアンティゴノスがカッパドキア太守エウメネスとの戦いで獲得した領土等をアンティゴノスに協力した他のディアドコイに配分しなかったことであった）。当時、アンティゴノスはカッサンドロスの勢力圏のギリシアに遠征していたため、父アンティゴノスよりシリアを任されていたデメトリオスが歩兵12500と騎兵4400と戦象43頭を以ってそれをガザにて迎え撃った。この時アレクサンドロスの許で幾多の戦いを経験した歴戦の勇士プトレマイオスを相手にするデメトリオスは22歳の若者であり、このような大軍の統率にはなれていなかった。

## 両軍の布陣
デメトリオス軍の布陣は右翼に騎兵1500、中央に歩兵11000を配し、デメトリオスは右翼指揮官のアンドロニコスに戦列を傾けて戦いを遅らせるよう命じた。左翼にはデメトリオス自身が騎兵2900、そして隙間を計1500人の投槍兵、投石兵そして弓兵で埋めた30頭の戦象を率いて陣取る、というものであった。この布陣からはデメトリオスの作戦は敵右翼をまず倒し、そこから敵中央を側面より包囲する、という作戦（鉄床戦術）が読み取れる。プトレマイオスは当初は左翼を強化していたが、このデメトリオス軍の左翼偏重の陣立てを見ると、デメトリオスの作戦を予想し、左翼に騎兵1000、中央に歩兵18000、そして右翼にプトレマイオス自らが陣取り、騎兵3000と戦象から自陣を防御するために投石兵と弓兵、そして若干の軽装歩兵を配するという右翼偏重の布陣をした。その軽装歩兵たちにプトレマイオスは戦象対策として鎖でつなげられた鉄製の釘を持たせた。

## 会戦
会戦はプトレマイオス軍の攻撃から始まった。デメトリオス軍左翼騎兵はそれに対して突撃で以って応じた。当初デメトリオス軍左翼は優勢に立ったものの、白兵戦に入ると次第に当初の勢いはなくなっていった。騎兵戦が膠着すると、デメトリオスは戦象部隊を投入して戦況の打開を目論んだが、プトレマイオス軍は投射兵器による集中攻撃と杭による防御によってそれを食い止めた。プトレマイオス軍の兵士は鎖や杭を用いた即席の障害物をもって戦象の足を止めたところを、歩兵に象や乗り手を攻撃させ、戦象部隊を完全に無力化した。戦象部隊の攻撃が全くの失敗に終わったことを目の当たりにしたことで、デメトリオス軍は動揺し、兵士達の士気は下がった。こうして当初の勢いを削がれたデメトリオス軍左翼にプトレマイオスは反撃を敢行し、これを崩壊させた。デメトリオスの必死の懇願も虚しく兵士達は敗走した。それに引きずられるようにデメトリオス軍中央と右翼も総崩れになった。デメトリオスはアゾトスに退いた。
デメトリオス軍はディオドロスによれば500人の戦死者（プルタルコスによれば5000人だが、これはいくらなんでも多すぎる）と8000人の捕虜を出し、戦象はその全てが殺されるか捕獲された。また、デメトリオスの補佐として送られていた将軍ペイトン（セレウコスに代わって当時、彼がバビロニア太守に就いていた）が戦死した。プトレマイオスは身代金なしで高位の捕虜と鹵獲物を「何でも構わずに戦争するのではなく名誉と支配のために戦争をすべきものだ」という言葉と共にデメトリオスに返還し、残りの捕虜はエジプトに送った。その後、続々とシリアの都市を落としながら進撃するプトレマイオスに対し、デメトリオスは父アンティゴノスに援軍を求めた。

## その後
アンティゴノスは自らシリアに乗り込んでプトレマイオスをエジプトへと追い返したが、その隙にプトレマイオスに兵を譲渡されて東方に帰還したセレウコスはバビロニアを奪回した（バビロニア戦争）。結果的に、この戦いの敗北が、帝国東方から東地中海周辺に至るまでの地域で一気に覇権を握ろうとするアンティゴノスの戦略を狂わせることになった。しかし、アンティゴノスが依然、ディアドコイ中で最有力な勢力であることは変わらず、以降、アンティゴノスと他のディアドコイは10年以上に渡る戦いを繰り広げていくのである。

## 註
1. ↑  ディオドロス, XIX. 55-57
2. ↑  ibid, XIX. 80
3. 1 2  プルタルコス, 「デメトリオス」, 5
4. ↑  ディオドロス, XIX. 82-83
5. ↑  ibid, XIX. 83-84
6. ↑  ibid, XIX. 85
7. ↑  ディオドロス, XIX. 93